# Алпиди
Алпидите са сравнително нови верижни планини (Алпите, Карпатите, Балканидите, Атласките планини, Хималаите и др.) с окончателно нагъване през терциера. Наричат се още Алпо-Хималайски ороген.